# 385
El 385 (CCCLXXXV) fou un any comú començat en dimecres del calendari julià. L'ús del nom «385» per referir-se a aquest any es remunta a l'alta edat mitjana, quan el sistema Anno Domini esdevingué el mètode de numeració dels anys més comú a Europa.

## Esdeveniments
- Destrucció del Serapeum d'Alexandria
- Creació de la província Balearica a la Hispania romana, per ordre de l'emperador Teodosi.
- Obres d'Ammià Marcel·lí